# Mauro Ermanno Giovanardi
Mauro Ermanno Giovanardi (Monza, 3 maggio 1962) è un cantante, produttore discografico e bassista italiano.

## Biografia

### Esordi
Giovane ciclista, a 17 anni si interessa di musica rock, vende la bici da corsa per comprarsi un basso e un amplificatore e con il suo amico Luigi Velati mette in piedi un gruppo nell'hinterland milanese: gli Unknown Scream. Sempre alla ricerca di una propria sonorità, il gruppo non pubblica nulla tranne un brano su una compilation di Radio Popolare e si scioglie nel 1984. Presta poi la voce in due EP dei 2 + 2 = 5, gruppo art rock milanese, e nel 1986 fonda i Reptile Chime diventati quasi subito Sir Chime and the Lovers, con i quali pubblica due album per la Crazy Mannequin, il secondo dei quali (Andy Warhol), ristampato in CD ottiene un buon successo anche all'estero.
Nel frattempo l'esperienza di lavoro in uno studio stilistico lo porta con un gruppo di amici (tra cui Manuel Agnelli) a fondare un'etichetta musicale indipendente, la Vox Pop.

### The Carnival of Fools
Nel 1988 fonda i The Carnival of Fools assieme a Marco Magistrali. Il nome del gruppo è preso da una poesia di Patti Smith. La band pubblica prima un EP, partecipa al tributo italiano ai Joy Division Something about Joy Division e in seguito con una nuova formazione 2 album, ottenendo recensioni positive e un buon successo che permetteranno loro di affrontare un tour in Italia ed Europa e di fare da supporto nella data di Milano al tour Let Love In di Nick Cave, prosegue l'esperienza con i Carnival of Fools fino allo scioglimento avvenuto nel 1994.

### La Crus
Ammiratore di Nick Cave e con un colpo di fulmine per Luigi Tenco, decide di cercare nuove strade creative e nel 1994 fonda i La Crus assieme ad Alex Cremonesi, a cui si aggiunge in breve Cesare Malfatti. Si dedicano alla canzone d'autore e abbandonano l'inglese per cantare in italiano, con l'intento di trasmettere più direttamente i propri sentimenti.
Nel 1996 viene chiamato per vestire i panni di Luigi Tenco in un film, progetto in seguito abbandonato dalla produzione per mancanza di fondi.
Durante la permanenza nei La Crus intraprende collaborazioni con altri artisti come Cristina Donà e Fabio Barovero dei Mau Mau e soprattutto con il regista teatrale Ferdinando Bruni, a cui scrive le musiche per lo spettacolo teatrale La Tempesta. Nel 2004 i La Crus si prendono una pausa di riflessione. Giovanardi porta così in scena lo spettacolo Chi è Wolfgang? Esordisce con un disco solista, Cuore a Nudo, nel 2007, mentre l'anno seguente il gruppo dei La Crus si scioglie definitivamente dopo la pubblicazione del loro primo disco dal vivo.

### Solista

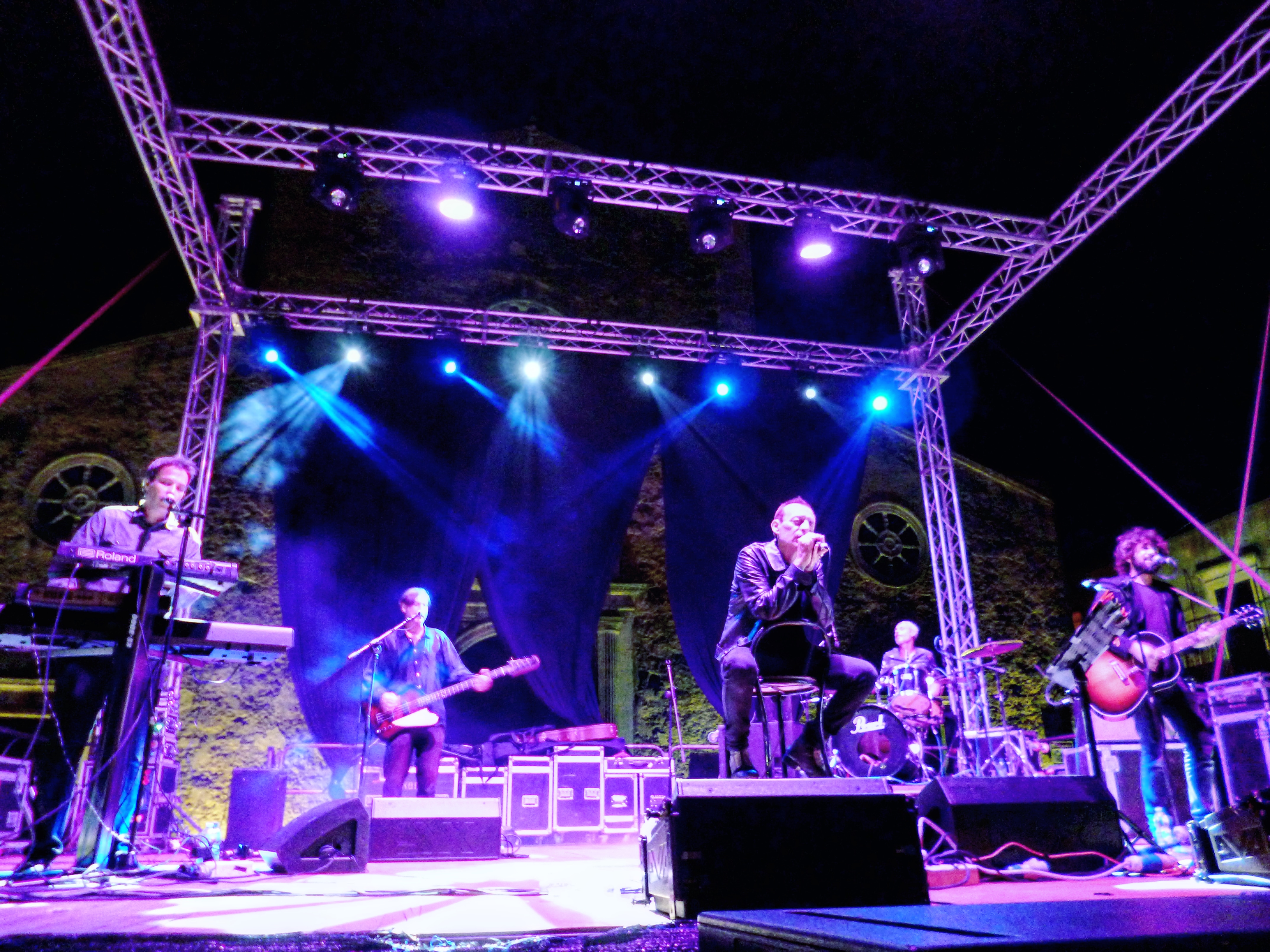
Mauro Ermanno Giovanardi in concerto a Ferrandina nel 2018

Nel 2009 Giovanardi inizia così a lavorare al disco che idealmente aveva nel cassetto da anni e che probabilmente rappresenta l'essenza del suo sentire. Un disco dalle atmosfere cinematografiche, con suggestioni e riferimenti al periodo di Mina, a Studio 1, ai gruppi Beat con l'orchestra come i Walker Brothers, alle grandi melodie degli anni 1960, alle chitarre western e al maestro Ennio Morricone. Roberto Vernetti e Leziero Rescigno sono i produttori di queste nuove canzoni, a Fabio Gurian sono stati affidati gli arrangiamenti degli archi e dei fiati e a Marco Carusino tutti i bassi, le acustiche e le chitarre elettriche. Nel febbraio 2010 firma un contratto che lo lega alla Sony Music per tre dischi.
Nel 2011 partecipa al Festival di Sanremo con Cesare Malfatti, ricomponendo solo per questa occasione speciale i La Crus. Porta in gara il brano Io confesso, incluso nell'album Ho sognato troppo l'altra notte?, uscito il 16 febbraio; nell'esibizione al Teatro Ariston è accompagnato anche dal soprano Susanna Rigacci. La canzone ottiene un buon successo, e si classifica al 6º posto finale. In maggio si esibisce e viene premiato con la targa Musica da bere nel corso dell'omonima manifestazione. Nello stesso anno prende parte agli MTV Days 2011, e riceve il Premio Fabrizio De André.
L'anno successivo è tornato sul palco sanremese per interpretare insieme ad Arisa, nella serata dedicata ai duetti, il brano La notte. Nel luglio seguente, a Marina di Carrara, riceve la Menzione Speciale per il talento Musical-Letterario al Premio Lunezia.
Il 21 maggio 2013 pubblica il disco Maledetto colui che è solo realizzato insieme al Sinfonico Honolulu, orchestra italiana di ukulele; avvia inoltre una collaborazione con Musiche Metropolitane di Luca Zannotti, esibendosi poi nei maggiori festival italiani nel corso dell'estate successiva. L'album contiene tre inediti, diverse cover di artisti italiani, nonché alcuni brani del repertorio di Giovanardi riadattati per l'occasione. Il disco riceve, nel dicembre 2013, la Targa Tenco come miglior album nella sezione "Interprete".
Il 3 aprile 2015 entra in rotazione radiofonica Quando suono, singolo apripista del nuovo album di Giovanardi, Il mio stile, in uscita il 20 dello stesso mese. Il 29 settembre Il mio stile si aggiudica la Targa Tenco, massimo riconoscimento italiano per la musica d'autore, come miglior album dell'anno.
Il 14 luglio 2017 viene pubblicato il rifacimento di Aspettando il sole di Neffa, anticipazione de La mia generazione, raccolta di rivisitazioni di alcuni classici della musica italiana degli anni 1990, in uscita il successivo 22 settembre; tra i brani anche Nera signora, uno dei primi successi dei La Crus. L'album vede inoltre collaborazioni con Manuel Agnelli, Rachele Bastreghi, Emidio Clementi, Cristiano Godano e Samuel.
Il 31 ottobre 2022 l'artista annuncia la pubblicazione di un 45 giri da collezione dedicato a Pier Paolo Pasolini, in uscita il 5 marzo 2023: il disco contiene sul lato A la canzone originale Cosa resterà, scritta insieme a Maria Pia Leziroli e utilizzata per il cortometraggio Tu sei bello come una stella di Monica Giordano, mentre il lato B contiene una rivisitazione di Una storia sbagliata, brano composto da Fabrizio De André e Massimo Bubola e dedicato proprio a Pasolini.

### Reunion dei La Crus
Nel 2023 partecipa alla reunion dei La Crus, con cui incide una nuova versione del brano Io confesso, con la partecipazione di Carmen Consoli. Il 22 marzo 2024 esce un nuovo album di inediti della band, dal titolo Proteggimi da ciò che voglio.
Nello stesso anno, insieme a Filippo D'Angelo e Dimitris Statiris, dirige il film documentario Jesus Loves the Fools. Un carnevale dei pazzi, dei sedotti e degli abbandonati, dedicato ai Carnival of Fools e all'esperienza della casa discografica Vox Pop.

## Discografia

### Da solista
- 2007 - Cuore a nudo
- 2011 - Ho sognato troppo l'altra notte?
- 2013 - Maledetto colui che è solo con Sinfonico Honolulu
- 2015 - Il mio stile
- 2017 - La mia generazione
- 2023 - Cosa resterà / Una storia sbagliata

### The Carnival of Fools
- 1992 - Religious Folk (Vox Pop)
- 1993 - Towards The Lighted Town (Vox Pop)
- 2003 - Blues Get Off My Shoulder - The Anthology (V2/Sony)

### La Crus
- 1995 - La Crus
- 1996 - Remix
- 1997 - Dentro me
- 1999 - Dietro la curva del cuore
- 2001 - Crocevia
- 2003 - Ogni cosa che vedo
- 2005 - Infinite possibilità
- 2008 - Io non credevo che questa sera - Live
- 2024 - Proteggimi da ciò che voglio